# Balnafoich (Dores)

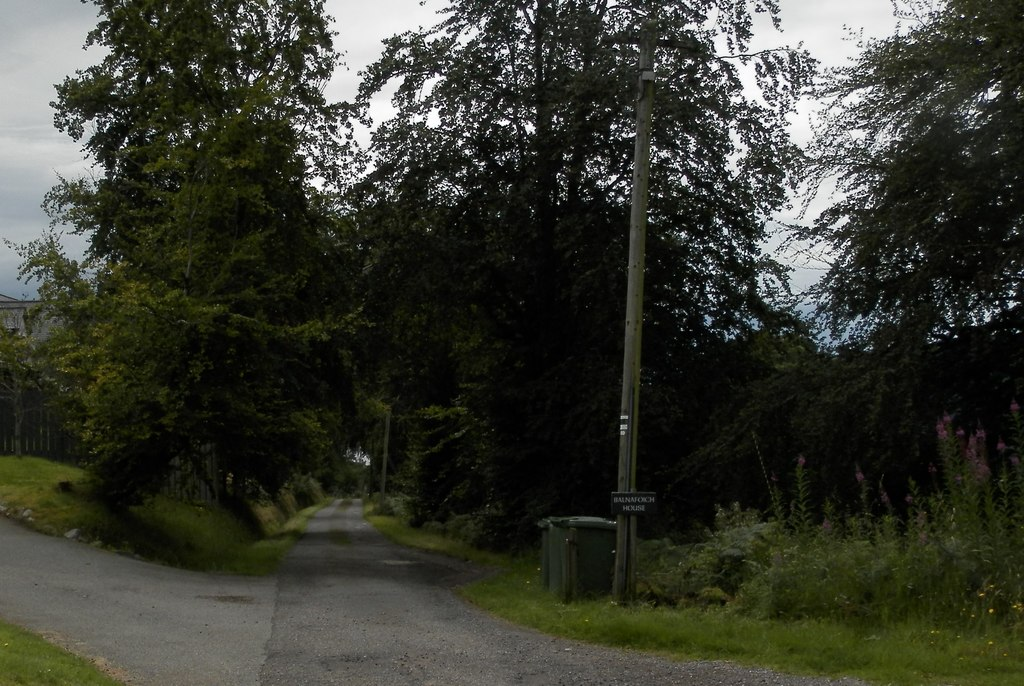
Straße nach Balnafoich

Balnafoich ist eine kleine Ortschaft, die südwestlich von Inverness in der Region Highland im Norden von Schottland liegt. Von lokaler Bedeutung ist das etwa 4 Kilometer nördlich gelegene Dores, als Sitz der Gemeindeverwaltung. In Bezug auf die traditionellen Grafschaften zählt Balnafoich zu Inverness-shire.
Der Ort Balnafoich umfasst nur zwei Gehöfte, die östlich des Loch Ness in einer Lichtung in einem Waldgebiet liegen. Zu erreichen sind sie über eine kurze Stichstraße, die in südwestlicher Richtung von der B862 abzweigt.